# Contrachapado

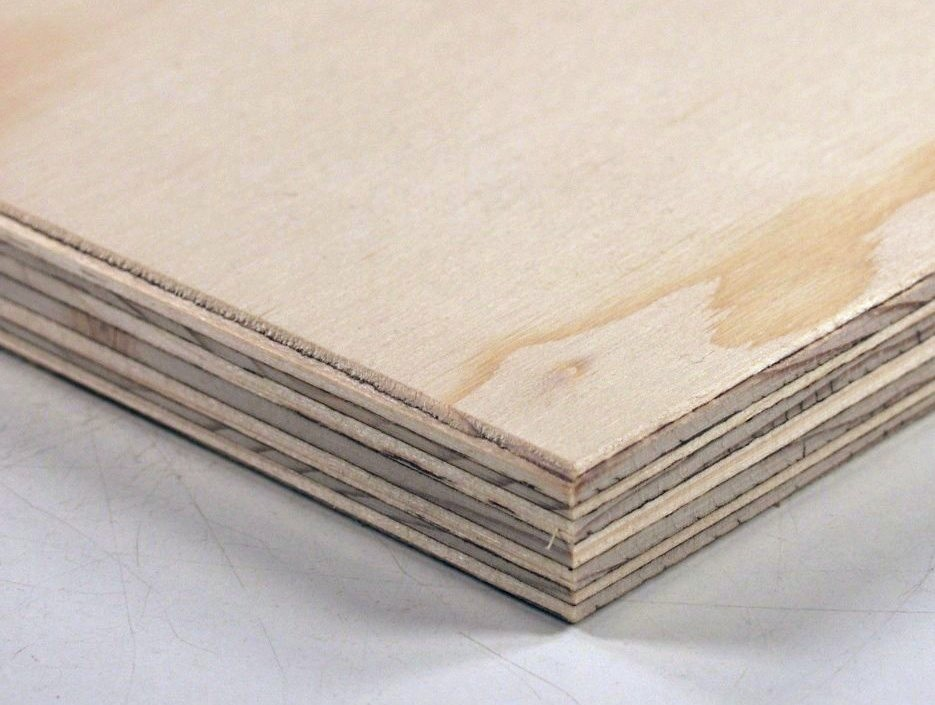
Contrachapado de piedra blanda realizado en abeto.

El contrachapado, también conocido como madera terciada, multilaminado, plywood, o triplay, es un tablero elaborado con finas chapas de madera reforzada pegadas con las fibras transversalmente una sobre la otra con resinas sintéticas mediante fuerte presión y calor. Esta técnica mejora notablemente la estabilidad dimensional del tablero obteniendo aspecto de madera maciza.

## Elaboración
Los troncos se montan en una máquina que los hace girar para realizar el corte, a fin de generar una hoja de chapa, que se corta a las medidas apropiadas. Luego, esta chapa se procesa en una estufa para madera, se parchea o arregla en sus eventuales imperfecciones y, finalmente, se pega a presión y a una temperatura de 140 °C, formando así el tablero de contrachapado. Estos tableros se pueden cortar, parchear, pulir, etc., según el uso que se le vaya a dar.

## Tipos de contrachapados

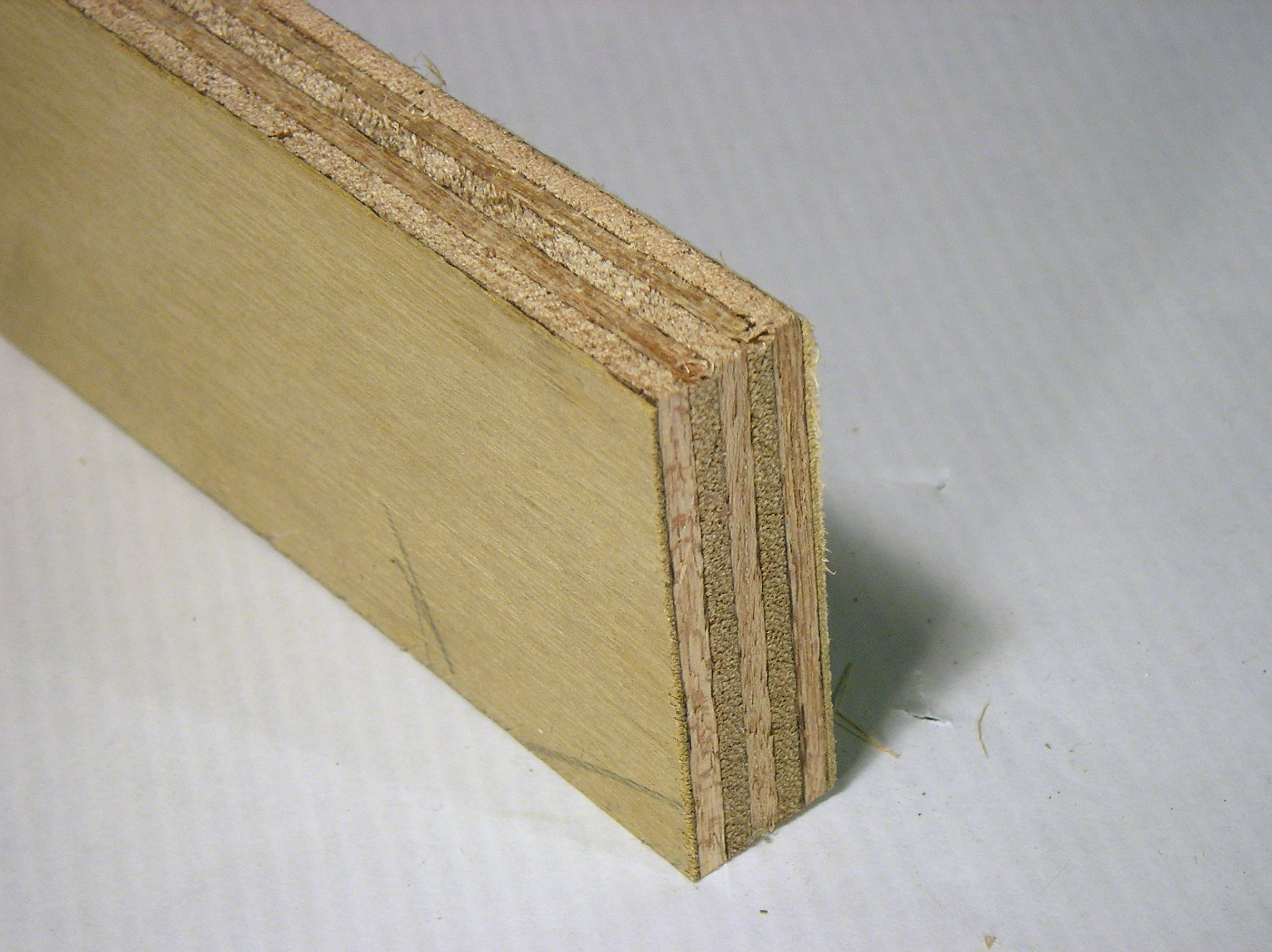
Contrachapado de calidad promedio con «chapa de exposición».

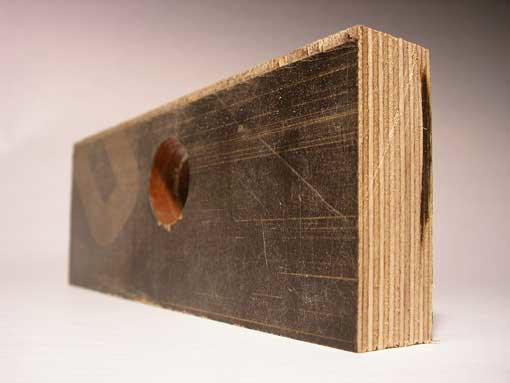
Placa de contrachapado fenólico de alta calidad para verter hormigón (encofrado).

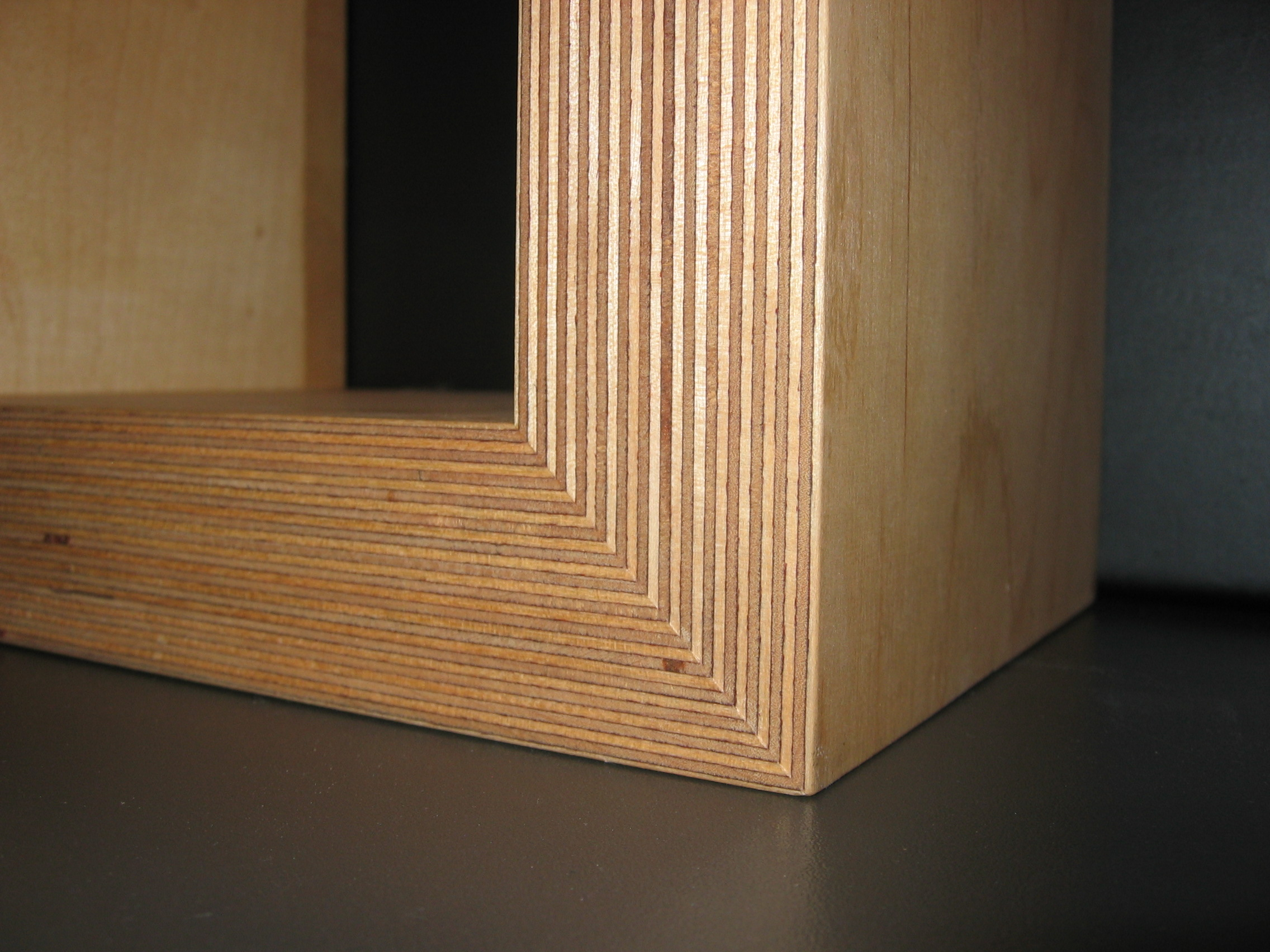
Contrachapado de abedul.

La presentación más común de este material es en tableros de 4×8 pies, 1,22×2,44 metros, en grosores que van de los 3 mm hasta los 36 mm en casi cualquier tipo de madera, predominando las maderas blandas. Existe una gran variedad de madera contrachapada.
Suelen hacerse tableros de pino y abeto para uso industrial y la construcción. Así mismo podemos encontrar tableros enchapados con maderas decorativas como el roble rojo, abedul, arce, loan (caoba filipina), caobilla, entre otras maderas duras.
Los tableros para usos interiores suele presentar una resistencia limitada a la humedad, en contraste, tenemos tableros en los que se usa pegamentos especiales basados en fenol-formaldehído, capaces de resistir la podredumbre y prevenir el hojeo de las capas del material, muy aptos para ambientes exteriores y marinos o para encofrados de hormigón. La chapa marina esta especialmente indicada para muebles de baño, siendo resistente a pasta de dientes y agua sin que queden cercos.
Existe el «contrachapado de aviación», muy resistente y ligero, elaborado de caoba o abedul, usado para fabricar aviones. Uno de los aviones creados con este material fue el célebre bombardero británico «de Havilland Mosquito» usado durante la Segunda Guerra Mundial.
La tecnología desarrollada en la industria aérea fue trasladada a la industria de mueblería por Gerrit Rietveld y Truus Schröder, Alvar Aalto y Aino Marsio y Charles Eames y Ray Eames.

## Historia del contrachapado
Los contrachapados se han hecho durante miles de años. La elaboración de madera contrachapada se ha dado en distintos lugares y circunstancias a lo largo de la historia, sin que estén relacionados entre sí.
Los primeros casos conocidos los encontramos en el antiguo Egipto, alrededor de 3500 a. C., cuando los artículos de madera sólida se hicieron con chapas pegadas transversalmente, ocasionado por la falta de buenas maderas en esa zona. Esto permitió que se crearan tableros con un sustrato de madera de baja calidad, y maderas finas en las vistas, con el agregado de una mejor resistencia estructural. Otro antecedente conocido en la antigüedad es la elaboración del scutum romano.
Ya en épocas más recientes, ejemplos del uso de contrachapados son algunos de los muebles ingleses de alta calidad de los siglos XVIII y XIX.
La invención de tornos giratorios para obtener la chapa, fue hecha por Emmanuel Nobel. En los Estados Unidos se instaló la primera de estas máquinas a mediados del siglo XIX.
Apenas hay constancia de la implantación temprana del torno rotativo y la posterior comercialización del contrachapado tal y como lo conocemos hoy, pero en su edición de 1870, el diccionario francés Robert describe el proceso de fabricación de chapa con torno rotativo en su entrada Déroulage.
Por tanto, cabe suponer que la fabricación de contrachapado con torno rotativo era un proceso establecido en Francia en la década de 1860. El contrachapado se introdujo en Estados Unidos en 1865y la producción industrial comenzó poco después. En 1928, se introdujeron en Estados Unidos las primeras planchas de contrachapado de tamaño estándar de 1,22 m por 2,44 m para su uso como material de construcción en general.
Los artistas utilizan la madera contrachapada como soporte para pinturas de caballete en sustitución del tradicional lienzo o cartón. Ya en 1880 se fabricaban y vendían en Nueva York tableros de madera contrachapada de tres capas (3 capas) listos para pintar al óleo.
Hubo experimentos con el encolado de madera contrachapada con resinas fenólicas, principalmente en forma de solución alcohólica o en polvo, que, sin embargo, no proporcionaban suficiente precisión de aplicación. Alrededor de 1930 comenzó a extenderse un proceso en seco de encolado de chapas de madera contrachapada con resina fenólica en forma de película para la producción de madera contrachapada resistente al agua.
El contrachapado es uno de los materiales más ubicuos de la construcción, siendo actualmente desplazado por otros tales como el MDF o los tableros de virutas orientadas, oriented strand board (OSB).
Una de las primeras fábricas en producir en masa el contrachapado fue la Portland Manufacturing Company, en Portland, Oregón. Su dueño, Thomas J. Autzen, ayudó a crear una tecnología de ensamble que permitió agilizar el secado y el proceso de fabricación. Esto permitió que el contrachapado se convirtiera en uno de los productos más abundantes y asequibles para la construcción.